# Croix rouge royale
La Royal Red Cross, ou « Croix rouge royale », est une médaille militaire décernée au personnel de santé des forces armées britanniques, pour services exceptionnels. Établie le 27 avril 1883 par la reine Victoria. Cette décoration est réservée aux infirmières militaires. La reine Victoria voulait particulièrement récompenser les sœurs infirmières en Afrique du Sud. La Royal Red Cross ne possède à l'origine qu'une seule classe : Member. Une seconde classe inférieure (Associate) a été ajoutée lors de la Première Guerre mondiale en 1917. La distinction est réservée aux femmes sujettes de l'Empire ou étrangères.
Les récipiendaires de la Royal Red Cross peuvent utiliser les lettres post-nominales suivantes en fonction de leur classe : « RRC » (Membres) ou « ARRC » (Associés).

## Titulaires
- En 1883 Florence Nightingale fut décorée de la Royal Red Cross par la Reine Victoria.
- Yvonne Beaudry, infirmière cheffe lors de la Première Guerre mondiale[1].